# Пластисфера

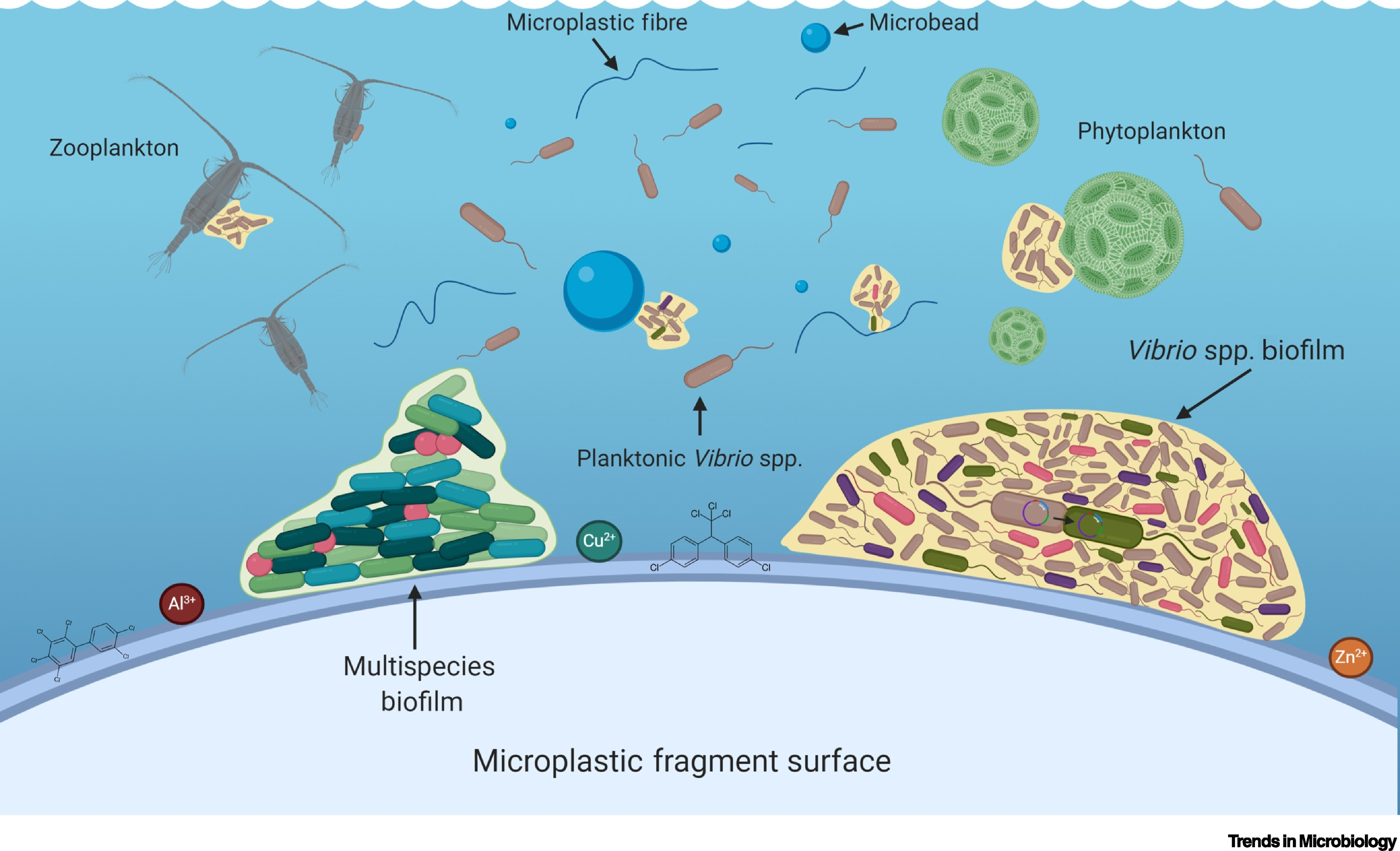
Образование биопленок из микроорганизмов на поверхности микропластика, находящегося в морской воде, по сравнению с таковым на природных частицах, таких как зоо- и фитопланктон.

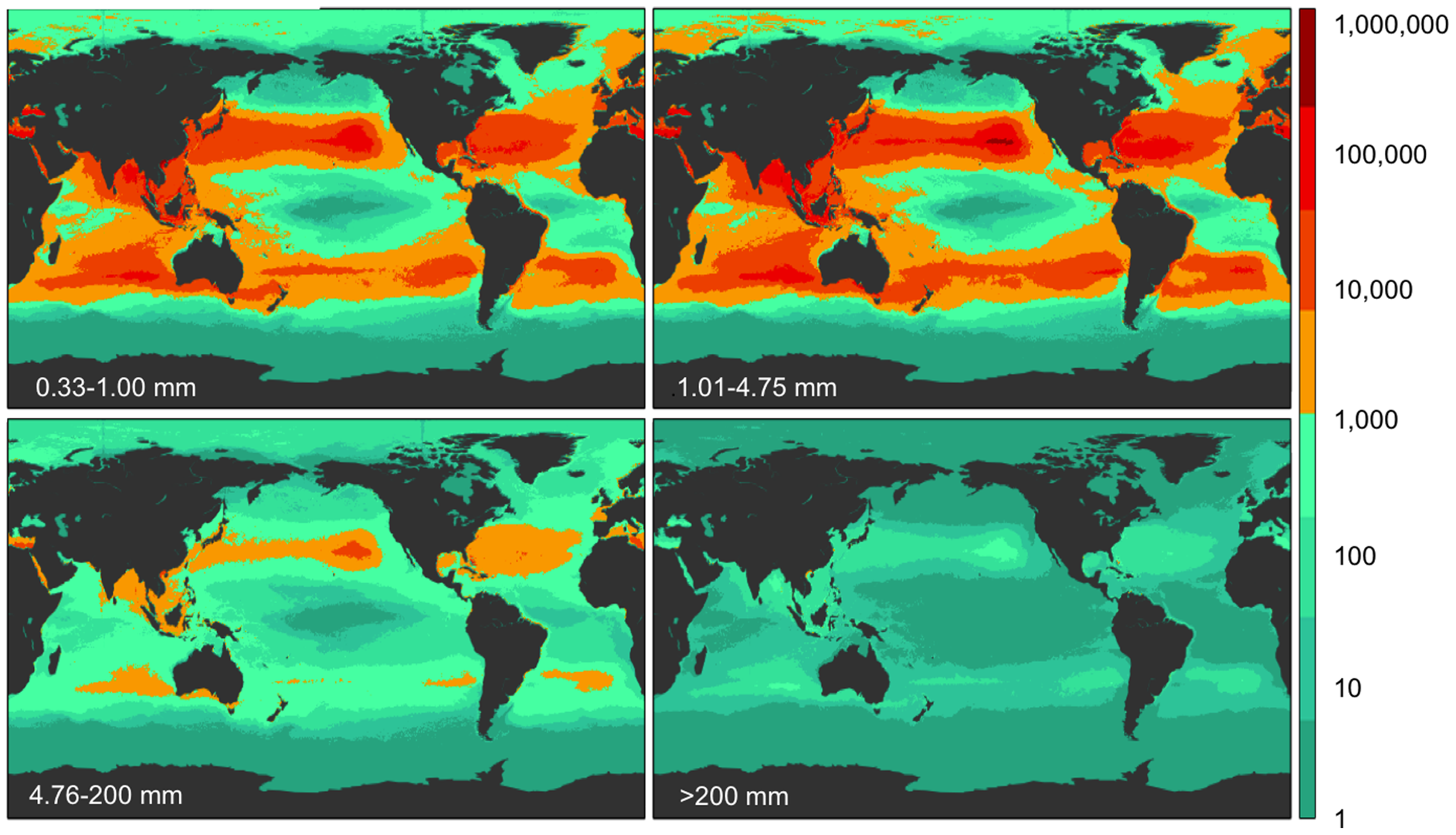
Глобальное распределение микропластика по размерам в миллиметрах.

Пластисфера состоит из экосистем, эволюционировавших, чтобы обитать в искусственно созданной пластиковой среде. Весь пластик, накопленный в морских экосистемах, наиболее заметным загрязнителем которых является микропластик, служит средой обитания для различных типов микроорганизмов По оценкам ученых, в океанах плавает около 51 триллиона частиц микропластика. Что касается пластисферы, то более 1000 различных видов микроорганизмов могут обитать только в одном из этих 5-миллиметровых кусочков пластика.
Пластиковые предметы и частицы, являющиеся элементами пластикового загрязнения, действуют как более прочные «морские судна», чем биоразлагаемый материал, для переноса организмов на большие расстояния. Такая транспортировка на большие расстояния может перемещать микробы в разные экосистемы и потенциально привносить в них инвазивные виды, а также вредные водоросли. Микроорганизмы, обнаруженные на пластиковом мусоре, составляют целую экосистему автотрофов, гетеротрофов и симбионтов. Виды микробов, обнаруженные в пластисфере, отличаются от таковых на других плавающих материалах, которые встречаются в природе (например, перьях и водорослях) из-за уникальной химической природы пластика и медленной скорости биоразложения. Помимо микробов, в районах океана, которые ранее были необитаемы, стали процветать насекомые. Галобатесы, например, смогли размножаться на твердой поверхности, обеспечиваемой плавающим пластиком.

## История

### Открытие
Пластисфера была впервые описана группой из трех ученых: доктора Линды Амарал-Зеттлер из Морской биологической лаборатории, доктора Трейси Минсер из Океанографического института Вудс-Хоул и доктора Эрика Зеттлера из Ассоциации морского образования. Они собирали образцы пластика во время исследовательских поездок, чтобы изучить, как микроорганизмы функционируют и изменяют экосистему. Они проанализировали фрагменты пластика, собранные в сети из разных мест Атлантического океана. Исследователи использовали комбинацию сканирующей электронной микроскопии и секвенирования ДНК, чтобы определить особый состав микробного сообщества пластисферы. Среди наиболее примечательных находок были «ямообразователи» (англ. pit formers) — организмы, образующие трещины и ямки, которые свидетельствуют о биоразложении. Более того, ямкообразователи также могут обладать потенциалом расщепления углеводородов. В своем анализе исследователи также обнаружили представителей рода Vibrio, в который входят бактерии, вызывающие холеру и другие желудочно-кишечные заболевания. Некоторые виды вибрионов могут светиться, и предполагается, что это привлекает рыб, которые поедают организмы, колонизирующие пластик, которые затем питаются из желудков рыб.

### Антропогенные источники
Сам пластик был изобретен в 1907 году Лео Бэкеландом с использованием формальдегида и фенола. С тех пор этот материал стал использоваться во всем: от одежды до искусственных клапанов сердца. В результате с 1964 года использование пластика выросло в двадцать раз, и ожидается, что к 2035 году оно удвоится. Несмотря на усилия по реализации программ переработки, уровень переработки, как правило, довольно низок. Например, в ЕС перерабатывается только 29 % потребляемого пластика. Пластик, который не попадает на предприятие по переработке или на свалку, скорее всего, окажется в океанах из-за случайного сброса отходов, потерь при транспортировке или прямого сброса с лодок. По оценкам, в 2010 году в морские экосистемы попало от 4 до 12 миллионов тонн пластиковых отходов.
Более мелкие и незаметные частицы микропластика агрегируются в океанах с 1960-х годов. Более новая угроза загрязнения микропластиком связана с использованием пластиковых пленок в сельском хозяйстве. Ежегодно для увеличения производства продуктов питания используется 7,4 миллиона тонн пластиковой пленки. Ученые обнаружили, что микробные биопленки способны образовываться в течение 7-14 дней на поверхности пластиковых пленок и изменять химические свойства почвы и растений, которые мы потребляем. Микропластик был зафиксирован повсюду, даже в Арктике, из-за атмосферной циркуляции.

## Исследования

### Разнообразие
Крупномасштабные исследования секвенирования показали, что альфа-разнообразие в пластисфере ниже по сравнению с окружающими образцами почвы из-за уменьшения видового разнообразия в пластисфере. Фрагменты полимерной пленки по-разному влияют на микробы, что приводит к неоднозначному влиянию на скорость роста микробов в пластисфере. Некоторые бактерии, разлагающие полимеры, выделяют токсичные побочные продукты в результате разложения растительных фрагментов, что служит сдерживающим фактором для колонизации пластисферы восприимчивыми видами. Филогенетическое разнообразие также уменьшается в пластисфере по сравнению с близлежащими образцами почвы.
Бактериальные и микробные сообщества в пластисфере значительно отличаются от тех, которые обнаружены в окружающих образцах почвы, создавая новую экологическую нишу внутри экосистемы. Специфический рост бактерий, вызванный фрагментами пленки, является основной причиной создания уникального бактериального сообщества. Было также показано, что изменения в составе бактериального сообщества с течением времени в пластисфере приводят к изменениям в окружающей земле.
В другом исследовании, изучавшем факторы, влияющие на разнообразие пластисферы, ученые обнаружили, что большая часть уникальных микроорганизмов предпочитает пластиковые детали синего цвета.

### Таксономия
Рост специфических бактерий в пластисфере происходит из-за способности некоторых бактерий разлагать полимеры. Типы бактерий, которые чаще присутствуют в пластисфере по сравнению с образцами почвы без пластиковых микрофрагментов, включают Acidobacteria, Actinobacteria, Bacteroidetes, Chloroflexi, Firmicutes, Planctomycetes и Proteobacteria. Кроме того, пластисфера обогащена бактериями отрядов Rhizobiales, Rhodobacterales и Sphingomonadales. Взаимодействия внутри уникального состава бактериального сообщества в пластисфере влияют на локальные биогеохимические циклы и взаимодействия пищевой сети экосистем.

### Метаболизм сообществ
Метаболизм бактериальных сообществ в пластисфере усиливается. Анализы обогащения образцов пластисфер KEGG Pathway также продемонстрировали увеличение обработки генетической и экологической информации, клеточных процессов и систем организма. Улучшенные метаболические функции сообществ в пластисфере включают метаболизм азота, сигнальные пути инсулина, бактериальную секрецию, метаболизм фосфорорганических соединений, метаболизм антиоксидантов, синтез витамина B, хемотаксис, синтез терпеноидных хинонов, метаболизм серы, метаболизм углеводов, деградацию гербицидов, метаболизм жирных кислот, аминокислоты. кислотный метаболизм, пути кетоновых тел, синтез липополисахаридов, деградация алкоголя, деградация полициклических ароматических углеводородов, липидный обмен, метаболизм кофакторов, клеточный рост, подвижность клеток, мембранный транспорт, энергетический метаболизм и метаболизм ксенобиотиков.

### Связь с круговоротом углерода, азота и фосфора
Присутствие в пластисфере веществ, разлагающих углеводороды, предполагает прямую связь между пластисферой и углеродным циклом. Анализ метагенома показывает, что гены, участвующие в деградации углерода, фиксации азота, конверсии органического азота, окислении аммиака, денитрификации, солюбилизации неорганического фосфора, минерализации органического фосфора и производстве переносчиков фосфора, обогащены пластисферой, что демонстрирует потенциальное влияние пластисферы на биогеохимические циклы. Конкретные типы бактерий, присутствующие в пластисфере из-за их способности к биоразложению и их роли в циклах углерода, азота и фосфора, включают Proteobacteria и Bacteroidetes. Некоторые бактерии, разлагающие углерод, могут использовать пластик в качестве источника пищи.
Исследования в южной части Тихого океана изучали потенциал пластисферы относительно вклада CO2 и N2O, где был отмечен довольно низкий вклад пластисферы в парниковые газы. Однако был сделан вывод, что вклад парниковых газов зависит от степени концентрации питательных веществ и типа пластика.

### Значение для здоровья человека
Анализы обогащения KEGG-пути образцов пластисфер позволяют предположить, что последовательности, связанные с заболеваниями человека, обогащены пластисферой. Холера, вызываемая холерным вибрионом, пути развития рака и последовательности токсоплазмоза, обогащены пластисферой. Патогенные бактерии сохраняются в пластисфере отчасти за счет адсорбции органических загрязнителей биопленками и их использования в качестве питания. Текущие исследования также направлены на выявление связи между пластисферой и респираторными вирусами, а также на то, влияет ли пластисфера на устойчивость и выживаемость вируса в окружающей среде.

### Разложение микроорганизмами
Некоторые микроорганизмы, присутствующие в пластисфере, могут разлагать пластиковые материалы. Это может быть потенциально полезно, поскольку ученые смогут использовать микробы для разрушения пластика, который в противном случае оставался бы в нашей окружающей среде на протяжении веков. С другой стороны, поскольку пластик разбивается на более мелкие кусочки и в конечном итоге превращается в микропластик, существует более высокая вероятность того, что он будет поглощен планктоном и попадет в пищевую цепочку. Поскольку планктон поедают более крупные организмы, пластик может в конечном итоге вызвать биоаккумуляцию в рыбе, которую едят люди. В следующей таблице[где?] перечислены некоторые микроорганизмы, обладающие способностью к биоразложению.
Зачастую процесс разложения пластика микроорганизмами протекает довольно медленно. Однако ученые работают над генетической модификацией этих организмов, чтобы увеличить потенциал биоразложения пластика. Например, Ideonella sakaiensis была генетически модифицирована для более быстрого расщепления ПЭТ. Многочисленные химические и физические предварительные обработки также продемонстрировали потенциал повышения степени биоразложения различных полимеров. Например, обработка ультрафиолетовым или рентгеновским излучением использовалась для повышения степени биоразложения некоторых пластиков.